# Gasherbrum I
Gasherbrum I (Hidden Peak sau K5) este vârful principal din Munții Gasherbrum cu o altitudine de 8080 m, muntele fiind situat după înălțime pe locul 11 de pe glob.

## Date geografice
Gasherbrum I este situat în masivul Karakorum, între Pakistan și Valea Shaksgam, teritoriu pretins de China, în regiunea vestită Baltoro Muztagh din Karakorum, unde se află ghețarul Baltoro, de asemenea patru dintre munții înalți peste 8000 de m (K2, Broad Peak, Hidden Peak și Gasherbrum II), ca și numeroși munți cu altitudinea de peste 7000 de m (ca de ex. Trango-Türme). Gasherbrum I se află mascat de grupa Gasherbrum IV, V și VI, la câțiva kilometri de Șaua Conway, pe unde se poate ajunge în teritoriul Karakorum controlat de India.

## Vezi și
- Listă de munți din China